# Johann Langer (1881-1944)
Johann (Jan) Langer (Unter-Heinzendorf, sinds 1945 Dolní Hynčina, 5 juni 1881 – Müglitz, sinds 1945 Mohelnice, 29 december 1944) was een Boheems componist en militaire kapelmeester.

## Levensloop
Langer werd muziekleerling in de militaire muziekkapel van het k.u.k. Infanterie Regiment nr. 98 in Olomouc. In 1904 veranderde hij zich als militaire muzikant tot de muziekkapel van het 93e Infanterie Regiment in Krakau. Daar werd hij in 1910 kapelmeester. Na het einde van de Eerste Wereldoorlog werd hij kapelmeester bij een muziekkapel in het nieuw opgerichte leger van Tsjecho-Slowakije. In 1938 ging hij met pensioen. 
Hij schreef een aantal marsen voor harmonieorkest. 

## Composities

### Werken voor harmonieorkest
- 93er Regiments-Marsch
- General Votruba-Marsch
- Pflanzer-Baltin-Marsch